# Liste der Kardinalskreierungen Benedikts IX.
Papst Benedikt IX. (1. Pontifikat 1032–1044; 2. Pontifikat 1045; 3. Pontifikat 1047–1048) kreierte 39 Kardinäle. Alle Kreierungen fanden im Laufe seines ersten Pontifikates statt.

## 1033
- Stefano, Kardinalpriester von Santa Cecilia, † 1043.
- Pietro, Kardinalpriester von San Crisogono, † vor 1044.
- Johannes, Kardinalpriester von Santa Croce in Gerusalemme, † lange vor 1088.
- Johannes, Kardinalpriester von San Lorenzo in Damaso, † vor 1049.
- Pietro, Kardinalpriester von San Marco, † vor 1049.
- Johannes, Kardinalpriester von San Marcello, † lange vor 1088.
- Martin, Kardinalpriester von Santa Sabina, † vor 1058.
- Johannes, Kardinalpriester von Santa Susanna, † vor 1062.
- Franco (Bistum ist unbekannt), † ?
- Johannes (Bistum ist unbekannt), † ?
- Leon (Bistum ist unbekannt), † ?
- Johannes Rampoaldo (Bistum ist unbekannt), † ?
- Reginerio (Bistum ist unbekannt), † ?

## 1035
- Benedikt, Kardinalbischof von Silva Candida oder Santa Rufina, † ca. 1040.
- Orso Orsini (Bistum ist unbekannt), † ?

## 1036
- Leon, Kardinalbischof von Velletri, † 1044.
- Hermann, Erzbischof von Köln (Kardinalpriester, Titelkirche unbekannt), † 11. Februar 1056.

## 1037
- Gregor, O.S.B., Abt des Klosters Santi Cosma e Damiano ad Micam auream in Rom, Kardinalbischof von Ostia, † 9. Mai 1044.
- Peter, Kardinalpriester von San Sisto, † vor 1060.
- Benedikt, Kardinalpriester von Santi Silvestro e Martino, † vor 1044.

## 1040
- Peter, Kardinalbischof von Silva Candida oder Santa Rufina, † vor 1049 oder 1051.

## 1043
- Johannes, Kardinalbischof von Palestrina, † vor 1058.

## 1044
- Benedikt, Kardinalbischof von Ostia, † vor 1050.
- Amato, Kardinalbischof von Velletri, † ca. 1050.
- Johannes, Kardinalbischof von Sabina, später (Gegen-)Papst Silvester III.
- Johannes, Kardinalbischof von Labico, † vor 1055.
- Johannes, Kardinalpriester von Sant’Anastasia, † vor 1061.
- Johannes, Kardinalpriester von Santa Cecilia, † vor 1058.
- Peter, Kardinalpriester von San Crisogono, † ca. 1054.
- Johannes, Kardinalpriester von Santi Silvestro e Martino, † ca. 1059.
- Teodaldo, Kardinalpriester, Titelkirche unbekannt, † ?
- Onest, Kardinalpriester, Titelkirche unbekannt, † ?
- Benedikt, Kardinaldiakon, Titeldiakonie unbekannt, † ?
- Crescenzio, Kardinaldiakon, Titeldiakonie unbekannt, † ?
- Ugo, Kardinaldiakon, Titeldiakonie unbekannt, † ?
- Leon, Kardinaldiakon, Titeldiakonie unbekannt, † ?
- Pietro Mancio, Kardinaldiakon, Titeldiakonie unbekannt, † ?
- Romano, Kardinaldiakon, Titeldiakonie unbekannt, † ?
- Romano, Kardinaldiakon, Titeldiakonie unbekannt, † ?